# Today (Gary McFarland)
| Recensione | Giudizio |
| ---------- | -------- |
| AllMusic   |          |

Today è un album di Gary McFarland, pubblicato dall'etichetta discografica Skye Records nel luglio del 1970.

## Tracce

### LP
Lato A
1. Because – 2:48 (John Lennon, Paul McCartney)
2. My Cherie Amour – 3:17 (Henry Cosby, Sylvia Moy, Stevie Wonder)
3. Suzanne – 5:18 (Leonard Cohen)
4. I Will Wait for You – 3:30 (testo: Jacques Demy; adattamento in lingua inglese di Norman Gimbel – musica: Michel Legrand)
5. Everybody's Talkin' – 2:43 (Fred Neil)
6. Shadow of Your Smile – 3:25 (testo: Paul Francis Webster – musica: Johnny Mandel)

Lato B
1. Get Back – 3:18 (John Lennon, Paul McCartney)
2. Desafinado – 2:45 (testo: Newton Mendonça – musica: Antônio Carlos Jobim)
3. Shadows Are Falling – 4:07 (musica: Gary McFarland)
4. Michelle – 3:58 (John Lennon, Paul McCartney)
5. Sombras de saudade – 3:22 (musica: Gary McFarland)
6. Berimbau – 3:40 (testo: Ray Gilbert – musica: Baden Powell)

## Musicisti
- Gary McFarland – vibrafono, voce
- Hubert Laws – flauto
- Curtis Fuller – trombone
- George Ricci – violoncello
- Sam Brown – chitarra
- Ron Carter – contrabbasso
- Chet Amsterdam – basso
- Grady Tate – batteria
- Sol Gubin – batteria
- Airto – percussioni

Note aggiuntive
- (probabile) Gary McFarland – produttore (non accreditato sull'album originale)
- Norman Schwartz – produttore esecutivo
- Registrazioni effettuate nel settembre 1969 al A&R Studios di New York City, New York
- Dave Sanders – supervisore delle registrazioni
- Kim Miskoe / Peter Smith – foto copertina album originale
- Peter Smith – design copertina album originale, note retrocopertina album originale [3]